# Merneit
Merneit je bila egipatska kraljica iz prve dinastije, ćerka Džera i Herneit, sestra i žena Džeta, majka Dena i baka Anedžiba. Kad je njen brat i muž umro, ona je vladala, jer je njen sin Den bio tek dečak, a postao je faraon kad je odrastao. Pokopana je u grobnici Y u Abidu. 